# Lady Finella
Lady Finella (h. 950-995) fue una noble escocesa que asesinó al rey Kenneth II (en algunas fuentes es Kenneth III) como venganza, según algunas crónicas del siglo XIV.
Fue la hija del mormaer Cuncar de Angus, a quien se creía descendiente de la realeza picta. Lady Finella es un nombre muy conocido que casi nunca se escribe igual: otras variaciones del nombre son Fenella, Finuela, Finnguala, Fimberhele, Strath Finella, Strathfinella Hill o Sibill, según la fuente que se consulte. La mayor parte su historia se conoce a través de las crónicas de Juan de Fordun, escritas a finales del siglo XIV y basadas probablemente en el folclore medieval local o en las «feud-sagas». Fordun relató que el hijo de lady Finella murió en una batalla que tuvo lugar en Dunsinnan a manos de Cinaed mac Máel Coluim (Kenneth II MacMalcolm, rey de Alba (971-995). Es posible que a lady Finella la captaran las facciones tradicionales que se oponían al intento de gobierno feudal de primogenitura del rey, en el que el derecho de propiedades recaería en el primogénito. 

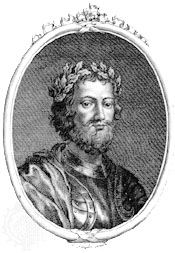
El rey Kenneth II, asesinado por lady Finella en 995

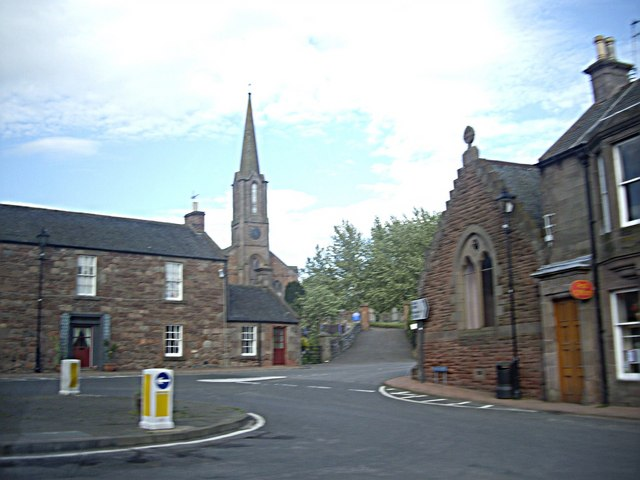
Fettercairn, el lugar donde lady Finella mató al rey Kenneth II

No obstante, el relato dice que, en busca de venganza, y con la ayuda de los hombres del rey o los rivales de Cinaed, lady Finella elaboró una trampa mortal en una casa de campo de Fettercairn, y engañó a Kenneth II para que entrara cuando estaba de visita en la zona. Dentro, había un estatua de un niño en el centro de la estancia principal. Lady Finella dijo al rey que tocarle la cabeza al niño le causaría «una gran diversión». Cuando Kenneth tiró de la cabeza de la estatua hacia él, se activaron unas ballestas repartidas por todo el espacio que lanzaron una lluvia de flechas hacia el rey. Sea cierto o no, ha quedado establecido que Kenneth II fue asesinado en Fettercairn en 995. Según la historia, lady Finella huyó hacia la costa, donde los soldados del rey la persiguieron y la  acorralaron en lo alto de una cascada cerca de St Cyrus. Para evitar que la atraparan, lady Finella se lanzó por la cascada desde una altura de 45 metros y murió. El valle donde se supone que tuvo lugar el suceso recibe el nombre de Den Finella.